# Waldburg (Oberösterreich)
Waldburg ist eine Gemeinde in Oberösterreich im Bezirk Freistadt im Mühlviertel mit 1464 Einwohnern (Stand 1. Jänner 2025).

## Geografie
Waldburg liegt auf um die 685 m ü. A. Höhe im Mühlviertel. Die Ausdehnung beträgt von Nord nach Süd 8,6 und von West nach Ost 7 Kilometer. Die Gesamtfläche umfasst 26,57 Quadratkilometer. Fast dreißig Prozent der Fläche sind bewaldet, zwei Drittel werden landwirtschaftlich genutzt.

### Gemeindegliederung
Das Gemeindegebiet umfasst folgende 11 Ortschaften (in Klammern Einwohnerzahl Stand 1. Jänner 2025):
- Freudenthal (91)
- Harruck (49)
- Lahrndorf (106) samt Solberg
- Marreith (233) samt Marreither und Marreithersiedlung
- Mitterreith (63)
- Oberschwandt (57)
- Prechtleinschlag (12)
- St. Peter (191) samt Jaunitz und Steinkellner
- Schöndorf (191)
- Unterschwandt (65)
- Waldburg (406)

Die Gemeinde besteht aus den Katastralgemeinden Schwandt und Waldburg.
Die Gemeinde liegt im Gerichtsbezirk Freistadt.

### Nachbargemeinden
| Reichenthal    | Rainbach                                    |           |
| Schenkenfelden | Kompassrose, die auf Nachbargemeinden zeigt | Freistadt |
| Hirschbach     |                                             | Neumarkt  |

## Geschichte
Um 1200 wurde in Waldburg ein Maierhof errichtet, um 1220 die Pfarrkirche gebaut. In diese Zeit fiel auch die Erwähnung eines Rittergeschlechts dominus hezelo de Waldpurch. 1251 folgte die Gründung der Kirche im Ortsteil St. Peter. Ab 1397 gehörte Waldburg zum Patronat Starhemberg und die Pfarrkirche wurde umgebaut. Um 1474 belagerten böhmische Horden das Schloss Waldenfels in Waldburger Besitz. 1476 folgte die Zugehörigkeit zur Freistädter Pfarre, zwischen 1517 und 1523 wurden die drei Flügelaltäre gebaut. Seit 1490 wurde der Ort dem Fürstentum Österreich ob der Enns zugerechnet.
Der Oberösterreichische Bauernkrieg wirkte sich auch in Waldburg aus. 1754 begann der Schulunterricht im Ort, wofür 1787 das erste Schulhaus gebaut wurde. 1784 wurde Waldburg der Pfarre Reichenthal angegliedert und verlor seine Selbstständigkeit. Während der Napoleonischen Kriege war der Ort mehrfach besetzt. Die Pferdeeisenbahn Linz Budweis (1832) und die Summerauer Bahn (1873) führten über heutiges Waldburger Gemeindegebiet. 1875 folgte der Zusammenschluss der Gemeinden Waldburg und Schwandt, 1879 wurde die erste Blasmusikkapelle gegründet. 1890 vergrößerte sich das Gemeindegebiet erneut, als Harruck von der Gemeinde Hirschbach abgetreten wurde. Das zu kleine Schulgebäude wurde 1900/02 durch die neue Volksschule ersetzt. 1904 kam es zu der Gründung der Freiwilligen Feuerwehren Waldburg und St. Peter, 1912 folgte die Freiwillige Feuerwehr Schwandt. Nach dem Ersten Weltkrieg wurde in Waldburg ein Notgeld der Gemeinde eingeführt, 1924 der Gendarmerieposten Waldburg aufgelöst. Zwei Großbrände 1927 zerstörten Teile von Waldburg. 1934 wurde die Wassergenossenschaft Waldburg gegründet und die Wasserleitung von Harruck nach Waldburg gebaut.
Nach dem Anschluss Österreichs an das Deutsche Reich am 13. März 1938 gehörte der Ort zum Gau Oberdonau. Nach 1945 lag Waldburg in der sowjetischen Besatzungszone. Im Dezember 1947 wurde der elektrische Strom nach Waldburg eingeleitet. 1951 folgte der Bau der Sternwald-Bundesstraße (heute: B38) am nördlichen Rand des Gemeindegebietes. Ein Jahr später erfolgte der Bau des neuen Amtshauses und 1955 der Bau des Pfarrsaals.
1962 wurde die Wasserversorgung erweitert, 1968 wurden die Sportunion Waldburg und der Verschönerungsvereins gegründet. Auch die Kirche wurde in diesem Jahr renoviert. 1971 verlieh das Land Oberösterreich das Gemeindewappen. 1979 erfolgte die Eröffnung der Raiffeisenbank und der Bau des Musikheims. 1985 sanierte die Gemeinde das Schulhaus und baute den Kindergarten neu. 1986 schafften die Faustballer der Sportunion den Aufstieg in die höchste österreichische Spielklasse. 1989 fand das Bezirksmusikfest in Waldburg statt. 1994 zog die Freiwillige Feuerwehr in ein neues Feuerwehrhaus ein; die Wasserleitung Jaunitztal wurde gebaut. 2002 feierte Waldburg das 800-jährige Bestehen des Ortes.

## Bevölkerung

### Entwicklung und Struktur
Im Jahr 1869 wohnten im Gemeindegebiet 1134 Personen. Bis 2001 stieg die Einwohnerzahl auf 1357 an. Am 1. Jänner 2008 verzeichnete die Gemeinde 1346 Einwohner.
Bei der Volkszählung 2001 betrug der Anteil der Einwohner, die 60 Jahre und älter waren, 19,6 %; 20,3 % waren unter 15 Jahre alt. Der Anteil der weiblichen Bevölkerung lag bei 49,4 %.
Von den 1081 Bewohnern Waldburgs, die 2001 über 15 Jahre alt waren, hatten 3,3 % eine Universität, Fachhochschule oder Akademie abgeschlossen. Weitere 7,6 % hatten eine Matura absolviert, 44 % hatten einen Lehrabschluss oder eine berufsbildende mittlere Schule besucht und 45,1 % aller Waldburger hatten die Pflichtschule als höchsten Abschluss.

### Herkunft und Sprache
Der deutsche Dialekt, der im Raum Waldburg sowie in Oberösterreich allgemein gesprochen wird, ist das Mittelbairische. 98,6 % der Waldburger gaben 2001 Deutsch als Umgangssprache an. Weitere 0,3 % sprachen hauptsächlich türkisch, 0,2 % tschechisch, der Rest sprach andere Sprachen.
Der Anteil der Waldburger mit ausländischer Staatsbürgerschaft lag 2001 mit 0,8 % weit unter dem Durchschnitt Oberösterreichs. Dabei hatten 0,1 % der Waldburger Bevölkerung eine Staatsbürgerschaft aus Deutschland und 0,7 % entfielen auf sonstige Staatsbürger. Insgesamt waren 2001 etwa 2,4 % der Waldburger in einem anderen Land als in Österreich geboren.

## Kultur und Sehenswürdigkeiten

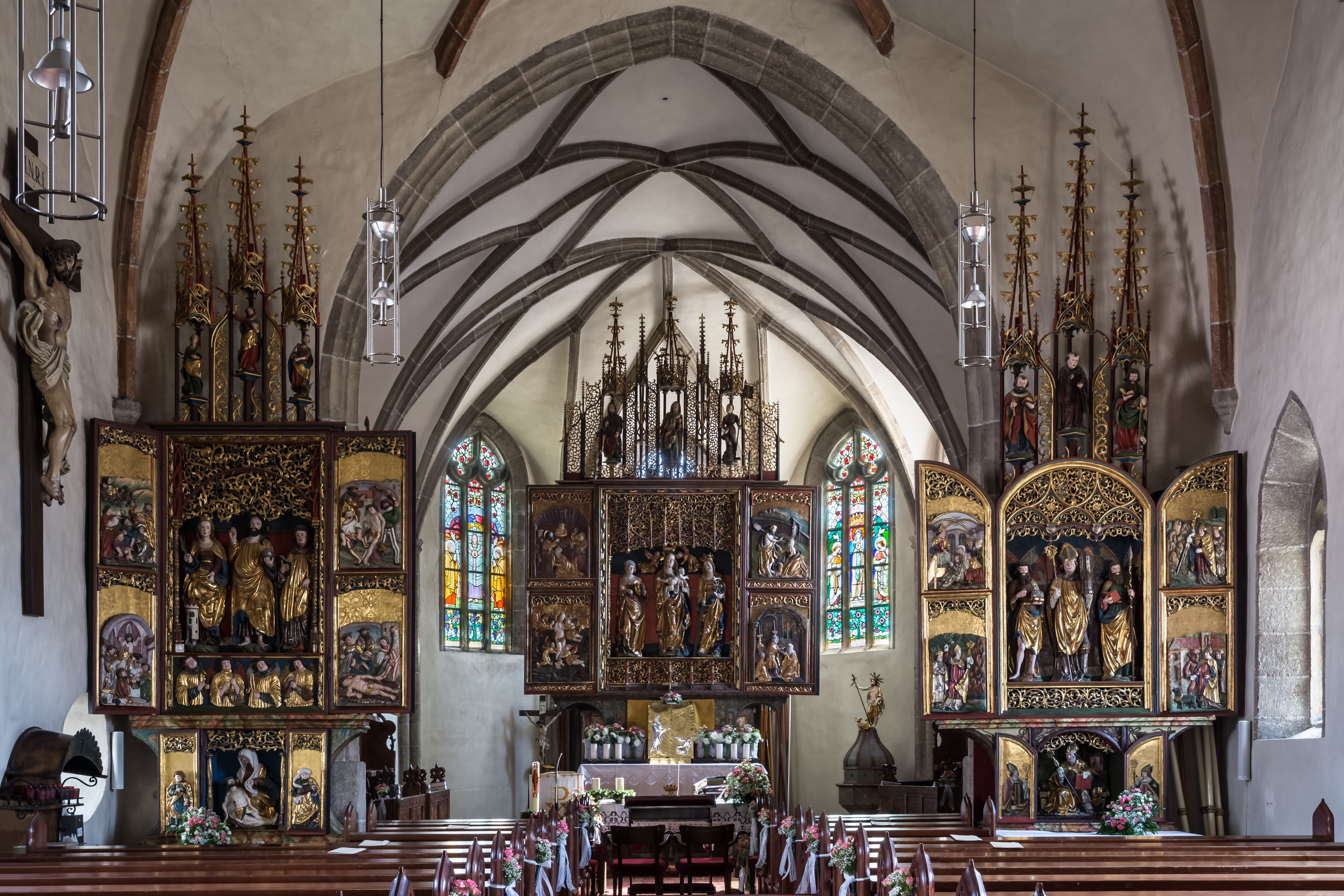
Waldburg Kirche Innenraum.

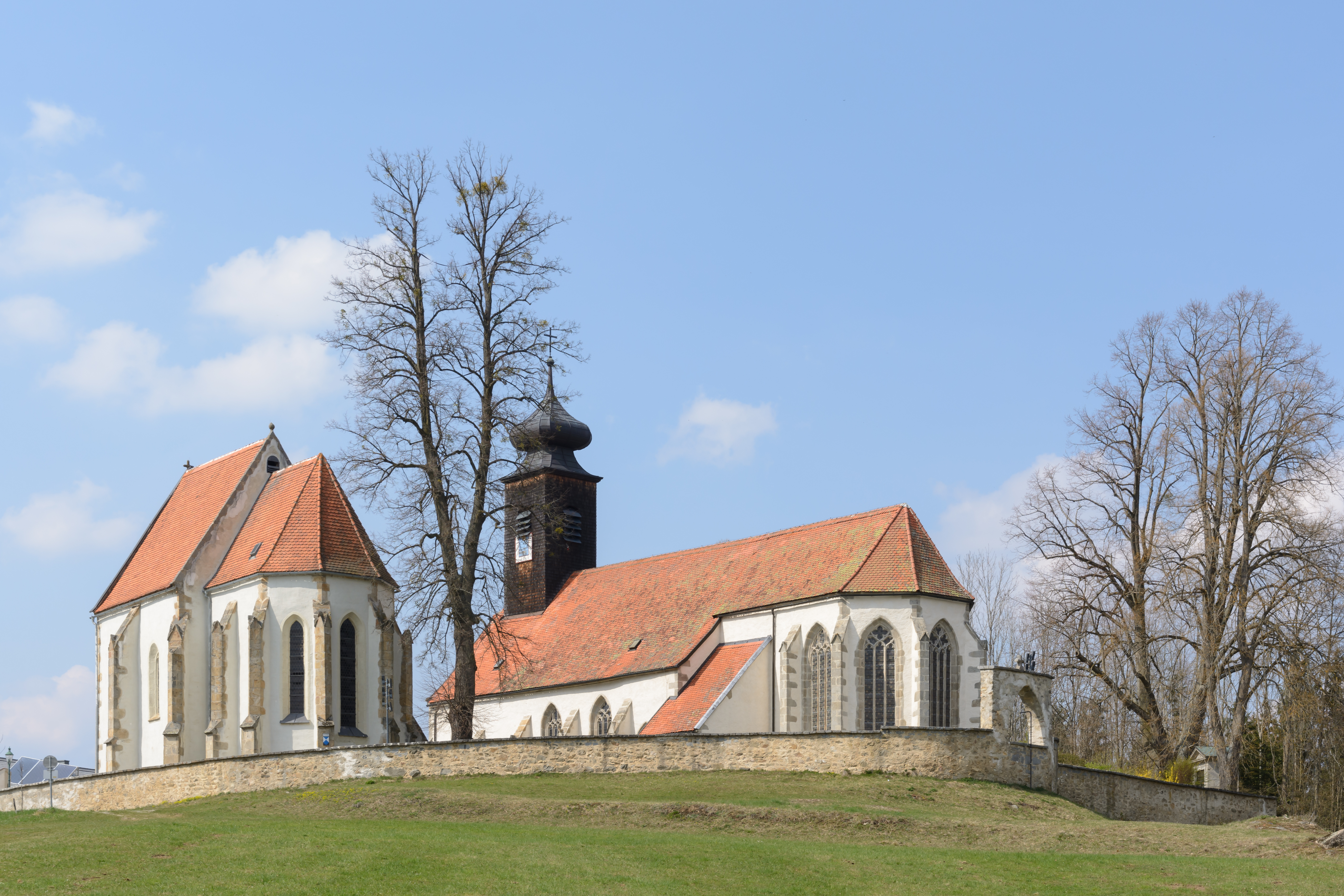
Kirche St. Petrus und Paulus mit Heiligkreuz-Kapelle.

- Burgstall Waldburg, eine abgegangene Höhenburg
- Katholische Pfarrkirche Waldburg hl. Maria Magdalena: von 1517 mit drei spätgotischen Flügelaltären
- Pferdeeisenbahnviadukt bei der Bodenmühle (siehe Gemeindewappen)
- Kirche und Kapelle in St. Peter: Erstmals urkundlich erwähnt um 1241, nach den Hussitenkriegen im spätgotischen Stil wieder aufgebaut.
- Museum Mini-Agrimundus: Miniaturen aus dem bäuerlichen Alltag

### Regelmäßige Veranstaltungen
- Die Feste Waldburger Advent und Waldburger Musiksommer finden regelmäßig statt.
- Im Herbst (Ende November) findet seit 1986 das Herbstkonzert der Trachtenmusikkapelle Waldburg statt. Das Konzert steht unter dem Motto: Blasmusik im neuen Sound.[5]

## Wirtschaft und Infrastruktur

### Verkehr
Die Böhmerwald Straße (B38) führt nördlich des Hauptorts durch das Gemeindegebiet.
Unmittelbar angrenzend an das Gemeindegebiet im Nordosten in der Gemeinde Hirschbach liegt der kleine Flugplatz Freistadt. Dieser verfügt über eine Graspiste mit einer Länge von 595 Metern und hat die IACO-Kennung LOLF.

### Öffentliche Einrichtungen und Bildung
Im Ort stehen ein Kindergarten und eine Volksschule zur Verfügung. Zusätzlich besteht eine Bücherei.
Im Gemeindegebiet existieren drei Freiwillige Feuerwehren, in: Waldburg, St. Peter und Schwandt-Freudenthal.

## Politik

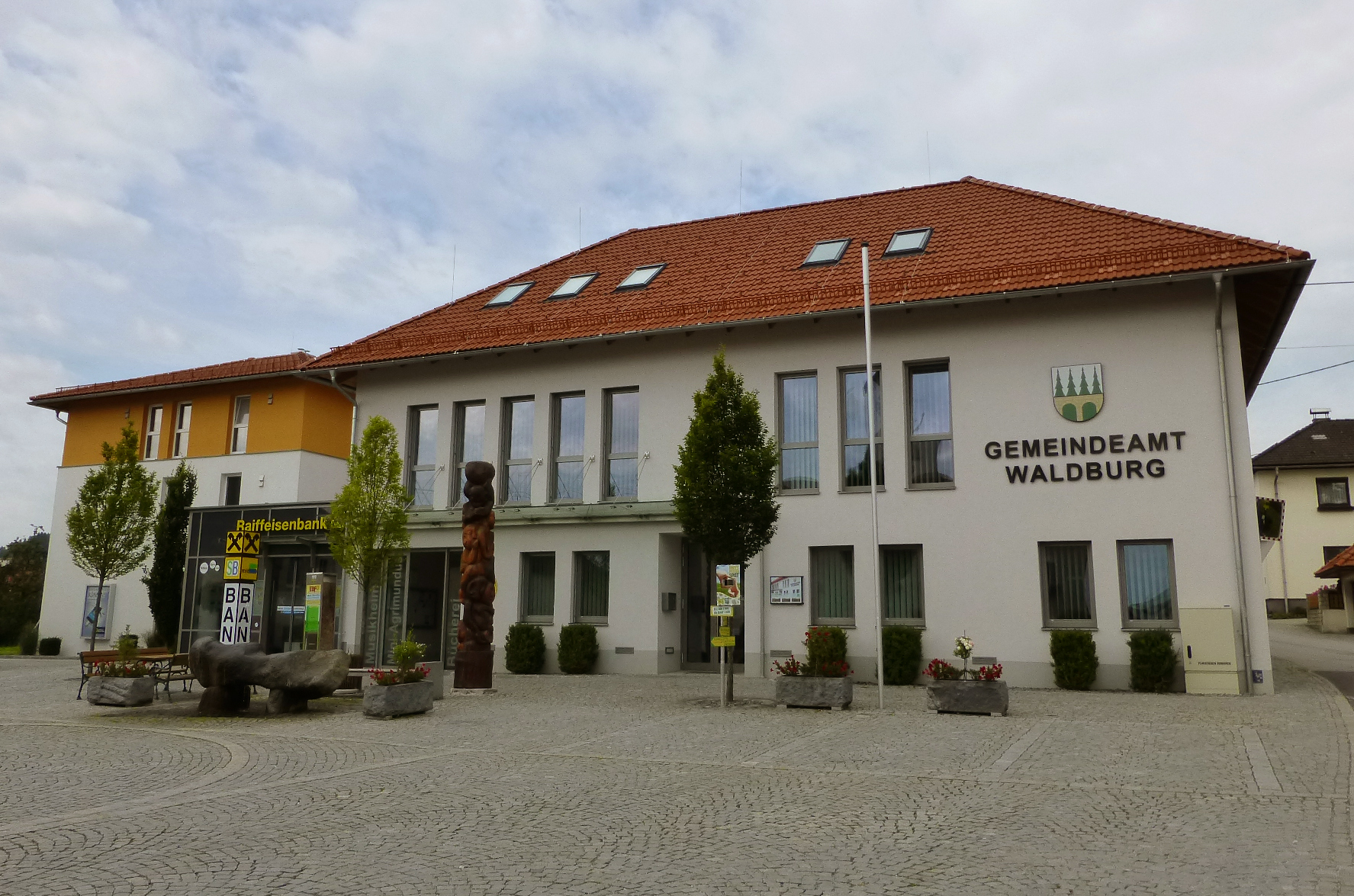
Gemeindeamt Waldburg

### Gemeindevertretung
Der Gemeinderat hat 19 Mitglieder.
- Mit den Gemeinderats- und Bürgermeisterwahlen in Oberösterreich 2003 hatte der Gemeinderat folgende Verteilung: 13 ÖVP und 6 SPÖ.
- Mit den Gemeinderats- und Bürgermeisterwahlen in Oberösterreich 2009 hatte der Gemeinderat folgende Verteilung: 13 ÖVP, 5 SPÖ und 1 FPÖ.
- Mit den Gemeinderats- und Bürgermeisterwahlen in Oberösterreich 2015 hatte der Gemeinderat folgende Verteilung: 10 ÖVP, 7 SPÖ und 2 FPÖ.
- Mit den Gemeinderats- und Bürgermeisterwahlen in Oberösterreich 2021 hat der Gemeinderat folgende Verteilung: 11 ÖVP, 7 SPÖ und 1 FPÖ.[8][9]

Die Gemeinderats- und Bürgermeisterwahlen finden alle sechs Jahre, zeitgleich mit der Landtagswahl statt. Ab dem Jahr 1945 erreichte die ÖVP immer die absolute Mehrheit. Zweitstärkste Partei wurde jeweils die SPÖ. Die FPÖ kandidierte nur 1991 und 1997 und wieder ab 2009.

### Bürgermeister
- bis 2008 Franz Leitner (ÖVP)
- 2008–2021 Michael Hirtl (ÖVP)
- seit 2021 Josef Eilmsteiner (ÖVP)[10]

### Gemeindepartnerschaften
Seit 1979 besteht eine Beziehung zur gleichnamigen Gemeinde Waldburg in Baden-Württemberg, als anlässlich des 100-jährigen Gründungsjubiläums der hiesigen Trachtenmusikkapelle eine Abordnung aus Waldburg in Württemberg, bestehend aus Gemeindevertretern, geladen wurde. 1994 wurde die Partnerschaft amtlich besiegelt.

### Wappen
Das Gemeindewappen zeigt:
Eine goldene, durchgehende Brücke mit zwei grünen, bogenförmigen Durchlässen, in Silber vier grüne, stammlose, am oberen Schildrand anstoßende Waldbäume.
Die Gemeindefarben sind Grün-Gelb-Grün.
Die Brücke zeigt das 1830/32 erbaute Viadukt der Pferdeeisenbahn Linz-Budweis im Gemeindegebiet. Dieses Viadukt ist bis heute fast unverändert erhalten geblieben und ist ein imposantes, technikgeschichtliches, denkmalgeschütztes Bauwerk über den Kronbach. Die Waldbäume beziehen sich auf den Ortsnamen.
Die Verleihung des Gemeindewappens und der Gemeindefarben erfolgte am 16. August 1971.

## Persönlichkeiten

### Söhne und Töchter der Gemeinde
- Theodor Berger (1875–1956), Politiker
- Franz Harringer (1894–1968), Politiker, Abgeordneter zum Oberösterreichischen Landtag
- P. Alois Handlbauer SM (1912–1978) aus Freudenthal 13: Provinzial der Marianisten, Gymnasialdirektor in Wien
- Felix Bergsmann (1936–2018), Politiker (ÖVP) und ÖBB-Beamter